# Helen Allingham
Helen Allingham, née Helen Mary Elizabeth Paterson, (26 septembre 1848 – 28 septembre 1926) est une peintre d'aquarelle et une illustratrice britannique de l'époque victorienne.

## Biographie

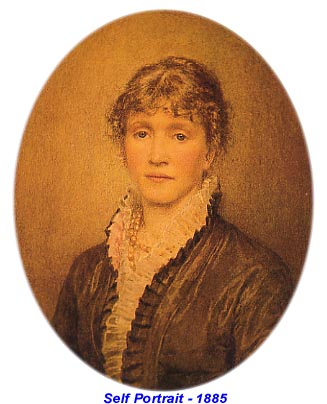
Autoportrait, 1885

Helen Mary Elizabeth Paterson est née à Swadlincote dans le Derbyshire, en Angleterre. Son père était médecin et elle était l'aînée d'une fratrie de sept enfants. La famille a déménagé à Altrincham dans le Cheshire alors qu'elle avait un an. En 1862, à l'âge de 13 ans, elle fit face à une tragédie lorsque son père et l'une de ses sœurs de 3 ans, Isabelle, moururent de la diphtérie, à la suite de quoi le reste de la famille alla s'installer à Birmingham où des tantes d'Helen lui vint en aide.
Dès son plus jeune âge, Helen Allingham a présenté des dispositions et du talent pour l'art, tirant une partie de son inspiration de sa grand-mère maternelle, Sarah Smith Herford, et de sa tante Laura Herford, qui étaient toutes deux des artistes accomplies à leur époque. Elle a tout d'abord étudié l'art pendant trois ans à l'école de dessin de Birmingham (fondée en 1843). À partir de 1867, elle a suivi des cours à "l'école d'art féminine" (Female School of Art), une section de ce qui devint plus tard le Royal College of Art à Londres.

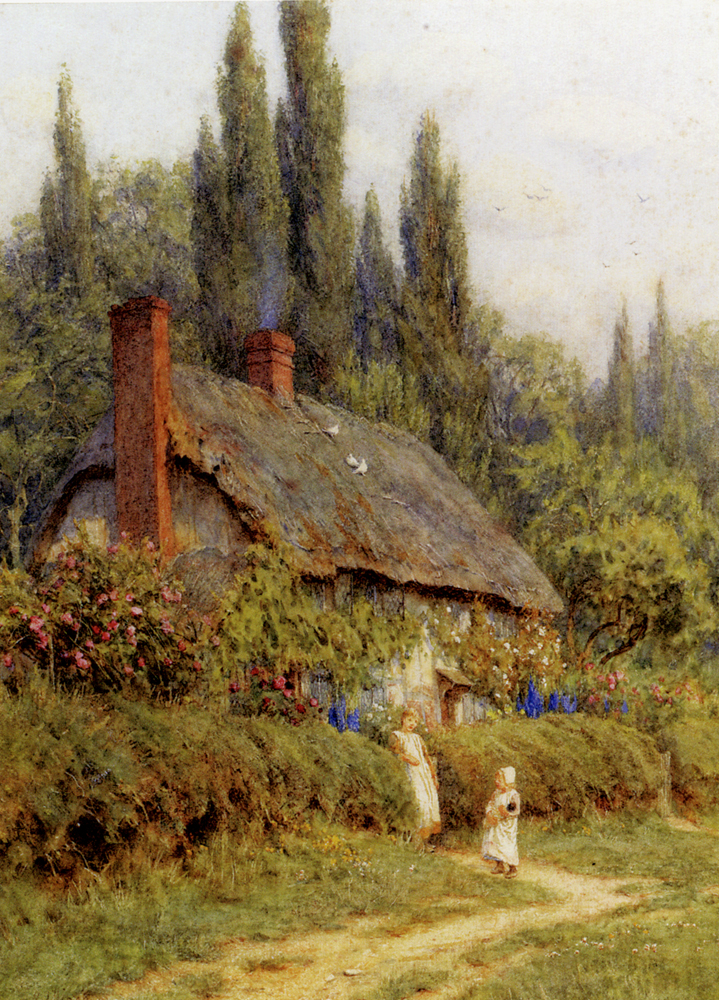
Enfant sur un chemin à l'extérieur d'une chaumière
Aquarelle

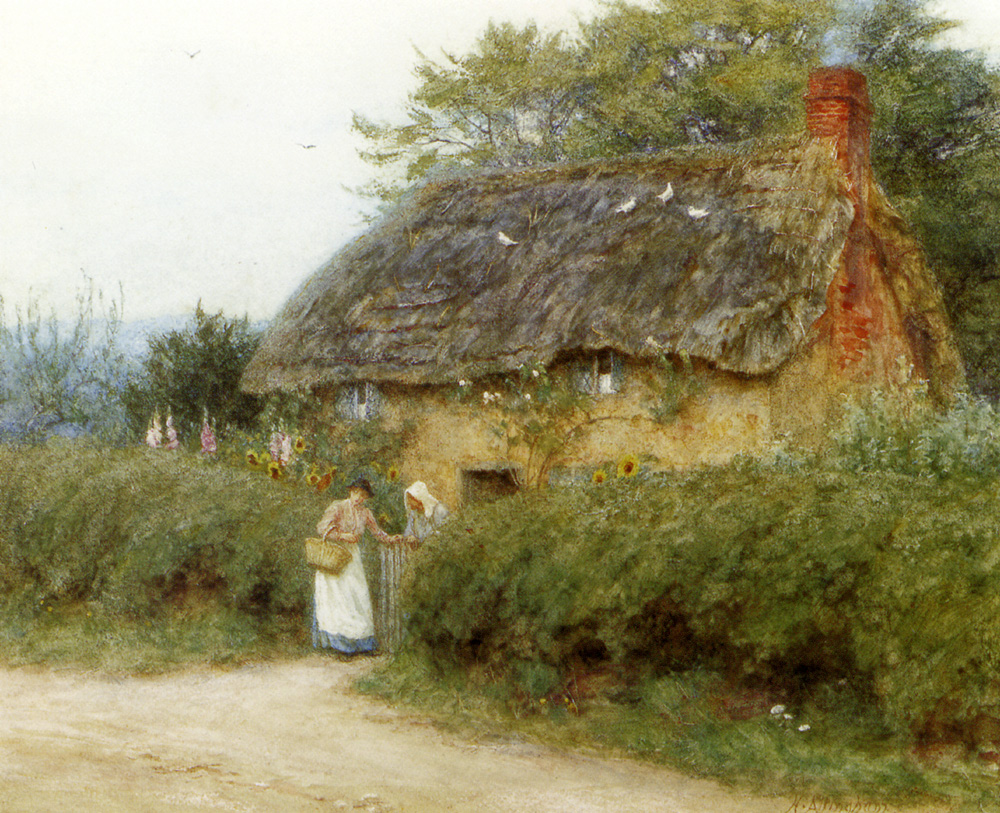
Chaumière au tournesol à Peaslake
Aquarelle

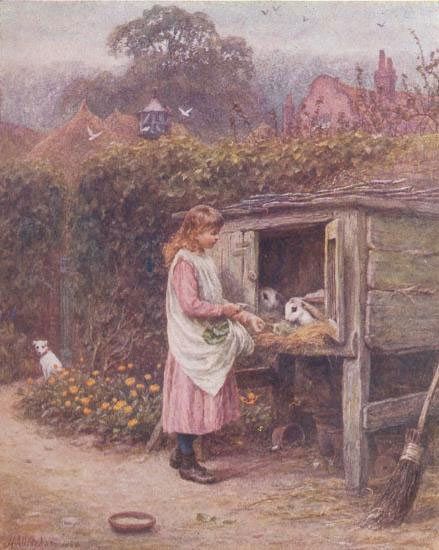
La cage à lapin
Aquarelle

Tout en étudiant au Royal College, Allingham travaillait comme illustratrice, avant finalement de décider d'abandonner ses études en faveur d'une carrière à temps plein dans l'art. Elle illustrait des livres pour les enfants et les adultes, notamment une commande prestigieuse pour illustrer le livre de Thomas Hardy, Loin de la foule déchaînée (Far from the Madding Crowd). Elle fit également des illustrations pour des périodiques, tels que le journal The Graphic. Elle est devenue une amie de longue date de Kate Greenaway qu'elle avait rencontré au cours du soir de la Slade School of Fine Art.
Le 22 août 1874, elle s'est mariée avec William Allingham, un poète irlandais et éditeur du Fraser's Magazine, qui avait presque deux fois son âge. Après son mariage, elle a abandonné l'illustration pour se consacrer à l'aquarelle.
En 1881, elle et son époux quittèrent Chelsea pour Witley dans le comté de Surrey. Elle commença à peindre la campagne autour d'elle et en particulier les fermes pittoresques et les chaumières du Surrey et du Sussex, peintures qui la rendirent célèbre. Elle a également peint des scènes rurales dans d'autres régions du pays, telles que le Middlesex, le Kent, l'Île de Wight et le West Country, ainsi qu'à l'étranger, notamment à Venise en Italie. Outre les paysages, elle a aussi réalisé plusieurs portraits, dont celui de Thomas Carlyle. Elle est la première femme à avoir été admise comme membre à plein temps de la Royal Watercolour Society.
En 2000, une fondation a été créée en son honneur, la "Helen Allingham Society".

## Ouvrages

### Illustrés par Helen Allingham
- Marcus B. Huish, Happy England (Adam & Charles Black, 1903).
- Arthur Henry Patterson, The homes of Tennyson (Adam & Charles Black, 1905).

### Écrit par Helen Allingham
- Seedtime and reaping (Samuel Tinsley, 1877).